# 新竹物流
新竹物流為台灣物流業者之一，成立於1938年。已由傳統運輸公司轉型為現代化服務業，提供物流、商流、金流、資訊流整合之綜合型物流服務。
萊爾富超商可代收其包裹。

## 沿革
1938年新竹貨運前身新竹州自動車運輸株式會社由創辦人許金德創立。
1946年11月更名為新竹汽車貨運股份有限公司。
1990年11月許金德之女許淑貞接任新竹貨運董事長，新竹貨運以升級台灣國際市場競爭力為目標，積極將科技與現代物流整合。
2000年4月新竹貨運與日本佐川急便簽訂技術合作協定，進行企業流程再造。
2001年7月新竹貨運實施貨件全面條碼化，運用掌上型終端機建立貨物追蹤系統。
2001年11月新竹貨運新莊營業所裝設月台輸送帶，開啟了新竹貨運月台自動化作業的序曲。
2003年10月許淑貞長子許育瑞接任新竹貨運董事長，力求『真誠服務、追求卓越』的企業經營理念。
2003年10月為強化服務品質，新竹貨運建立全國規模最大服務車GPRS派遣及回報系統，建置M化（行動化）即時貨物追蹤系統。
2009年12月新竹貨運獲選為經濟部商業司2009年「台灣商業服務業優良品牌」。
2011年2月，新竹貨運成立子公司全速配物流。
2011年8月，基於全球物流之發展趨勢並提供全方位物流服務，新竹貨運更名為「新竹物流股份有限公司」。
2012年10月，新竹物流榮獲中華民國經濟部第二屆國家產業創新獎「績優創新企業獎」。
2012年11月，全速配物流與新竹物流建立策略聯盟，全速配物流更名為新瑞宅配。
2013年11月，新竹物流通過衛生福利部食品藥物管理署藥品PIC/S GMP評鑑並獲得藥品GDP績優廠商，實現從藥品倉儲、加工到配送一條龍的全方位服務。
2015年12月，新竹物流通過BSI集團台灣子公司「香港商英國標準協會太平洋有限公司台灣分公司」資安(ISO 27001)、個資保護(BS 10012)驗證，成為台灣第一家同時通過ISO 27001與BS 10012認證之物流商。
2018年，新竹物流成立80週年。

## 外部連結
- 新竹物流 （页面存档备份，存于）（中文）（英文）
- 台灣公司資料 （页面存档备份，存于）
- 新竹物流 - 手機App(Android) （页面存档备份，存于）
- 新竹物流 - 手機App(ios) （页面存档备份，存于）
- 新竹物流 HCT Logistics的Facebook專頁
- 新竹物流 HCT Logistics的Instagram帳戶
- YouTube上的新竹物流 HCT頻道